# Mark Richardson (Musiker)

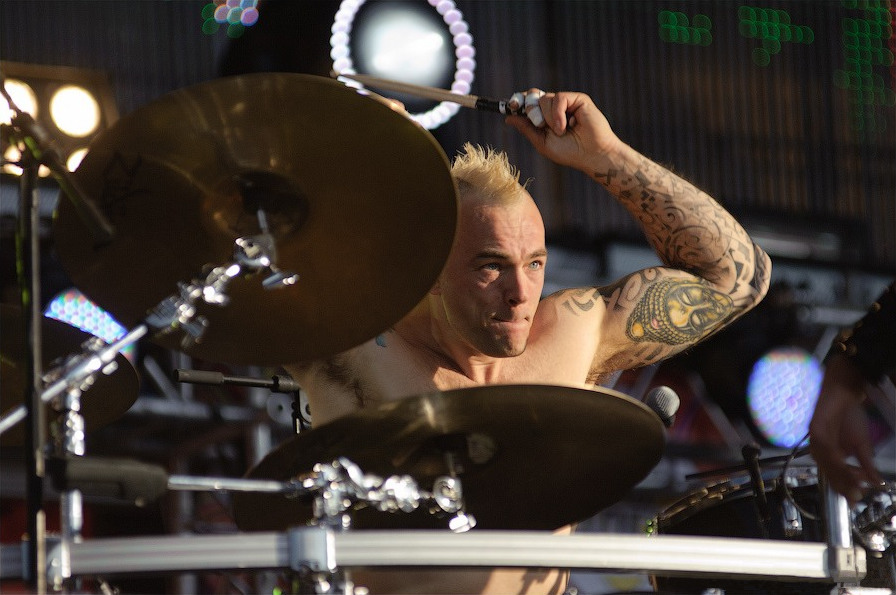
Mark Richardson (2011)

Mark Richardson (* 28. Mai 1970 in Leeds, Yorkshire, England) ist ein britischer Schlagzeuger, vornehmlich bekannt durch seine Arbeit bei den Rockgruppen Skunk Anansie und Feeder.
Vor seinem Einstieg bei Skunk Anansie spielte Richardson für die Little Angels (1993, Album „Jam“). Nach der Trennung von Skunk Anansie übernahm Richardson den Posten des 2002 durch Suizid verstorbenen Feeder-Schlagzeugers John Lee. Sein erster Auftritt mit Feeder war ein Warm-up-Gig für die Reading und Leeds-Festivals 2002 in den Portsmouth „Wedgewood Rooms“ am 21. August.
Am 6. Mai 2009 gaben Feeder und Richardson auf der Bandhomepage das Ende ihrer Zusammenarbeit bekannt. Richardson schloss sich in der Folge wieder seiner alten, wiedervereinigten Band Skunk Anansie an.
Mark Richardson unterrichtet außerdem als Gastdozent in Music Colleges in Guildford, Surrey und Brighton, Sussex.
| Personendaten    | Personendaten                           |
| ---------------- | --------------------------------------- |
| NAME             | Richardson, Mark                        |
| KURZBESCHREIBUNG | britischer Schlagzeuger der Band Feeder |
| GEBURTSDATUM     | 28. Mai 1970                            |
| GEBURTSORT       | Leeds                                   |